# Anajás
Anajás is een gemeente in de Braziliaanse deelstaat Pará. De plaats ligt op het eiland Marajó. De gemeente telt 27.386 inwoners (schatting 2009).

## Aangrenzende gemeenten
De gemeente grenst aan Afuá, Breves, Chaves, Muaná, Ponta de Pedras, Santa Cruz do Arari en São Sebastião da Boa Vista.